# Bahrynawa (rejon orszański)
Bahrynawa (biał. Багрынава; ros. Багриново, Bagrinowo; pol. hist. Bahrynowo) – wieś na Białorusi, w obwodzie witebskim, w rejonie orszańskim, w sielsowiecie Piszczaława.

## Historia
W XIX i w początkach XX w. majątek ziemski będący własnością Suszyńskich. Położone było wówczas w Rosji, w guberni mohylewskiej, w powiecie orszańskim. Następnie w granicach Związku Sowieckiego. Od 1991 w niepodległej Białorusi.